# The Strip: Śledczy z Gold Coast
The Strip: Śledczy z Gold Coast (ang. The Strip, 2008) – australijski serial kryminalny nadawany przez stację Nine Network od 4 września do 4 grudnia 2008 roku. W Polsce premiera serialu odbyła się 20 maja 2009 roku na kanale AXN.

## Opis fabuły
Gold Coast (Złote Wybrzeże), miasto w stanie Queensland w Australii ze wspaniałymi piaszczystymi plażami, błękitnym niebem, subtropikalnym klimatem, nocnymi klubami, przyciąga nie tylko, turystów, ale i wszelkiej maści przestępców.
W jego tętniącej życiem okolicy często dochodzi do zagadkowych zbrodni, sprawców których tropi elitarna jednostka agentów specjalnych miejscowej policji. Zespół pod dowództwem inspektora Maxa Nelsona (Frankie J. Holden) rozpracowuje najtrudniejsze i najbardziej skomplikowane sprawy, w których pierwszoplanową rolę odgrywają narkotyki, seks i pieniądze. Detektywi Jack Cross (Aaron Jeffery) i Frances Tully (Vanessa Gray) z kolegami z zespołu, specjalistami kryminalistyki i medycyny sądowej, wnikliwie badają miejsca zbrodni, gromadząc najmniejsze nawet dowody i ślady.

## Obsada
- Frankie J. Holden jako inspektor Max Nelson
- Aaron Jeffery jako detektyw Jack Cross
- Vanessa Gray jako detektyw Frances Tully
- Simone McAullay jako posterunkowa Jessica McCay
- Bob Morley jako posterunkowy Tony Moretti